# Pause del silenzio
Pause del silenzio è una composizione del 1917 di Gian Francesco Malipiero per grande orchestra sinfonica.
La pagina nacque durante la prima guerra mondiale, in un momento storico difficile e doloroso ma anche molto importante per la creatività del maestro veneziano.
Malipiero esprime qui ancora una volta il suo convinto rifiuto delle forme musicali precostituite e ai vincoli del tematismo.
Le melodie generano in piena libertà e l'unità del discorso musicale risulta dal clima espressivo comune ai singoli pezzi e alla composizione nel suo insieme: l'unico autentico legame tematico è lo "squillo" di trombe iniziale che torna per 7 volte. Va ricordato che il numero 7 è un elemento ricorrente nelle composizioni di Malipiero, di grande valenza fatidica: si pensi alle Sette Canzoni, alle Sette Invenzioni, alle sue Sinfonie, che non avrebbero mai dovuto superare, nel suo catalogo, il numero di 7.

## Storia dell'opera
Il musicologo e critico musicale Fedele D'Amico nel suo saggio intitolato “Ragioni umane del primo Malipiero”, ha osservato come dietro alla predisposizione quasi “fisica” verso la svagatezza nell’arte musicale del maestro veneziano vi siano ragioni profondamente umane. La sua rinuncia alla storia, intesa quale costante divenire delle vicende umane, e, soprattutto, il suo rifiuto di scrivere musica che di questo continuo divenire sia espressione, è motivata specialmente da ragioni ideologiche. In Malipiero, compositore dal temperamento luminoso e raggiante, talora persino gaio, ha covato un acuto risentimento contro il valore demiurgico dell’uomo europeo all’uscita del romanticismo. La posizione di Malipiero, di fronte alla scoperta improvvisa della completa inutilità di qualsiasi sistemazione intellettuale del destino umano, non è di smarrimento bensì di tragica angoscia. Per il musicista, il suo riscatto umano non si manifesta in un’evasione, ma nell’ostinazione, per così dire eroica, di guardare fino in fondo la situazione e farne materia tragica. Rimangono pertanto, nel dramma di Malipiero, i soli moti elementari dell’esistenza, ridotti a stabili dualismi, senza alcuna possibilità di progresso o di sviluppo storico: l’amore e l’odio, la felicità e la disperazione, la vita e la morte. In una tale visione, tutto si riduce al contrasto tra due poli, tra due forze, le sole esistenti; il sogno di una incantata bellezza da una parte, e la distruzione di questo sogno a causa di un insensato e inevitabile destino alla morte dall’altra. Se il polo della vita, della felicità e della bellezza viene espresso dal primo Malipiero in un incantesimo di pura musica, nel secondo Malipiero si manifesta un ritorno ai compositori veneziani (e non solo) del Cinquecento-Seicento; non si tratta, tuttavia, di un ritorno neoclassico motivato da fini essenzialmente stilistici, bensì della ricerca di un rifugio in un luogo di "incantato timbro sonoro, di freschezza sorgiva e lontanissima".
La prima serie delle Pause del silenzio è da considerare, per Eduardo Rescigno, un compendio esemplare dell’arte di Malipiero nel suo primo periodo creativo. La prima esecuzione avvenne a Roma, il 27 gennaio 1918, sotto la direzione di Bernardino Molinari, al quale l’opera è dedicata.

## Struttura dell'opera
Nelle Pause del silenzio, nota Giacomo Manzoni, si avverte la volontà di Malipiero nel voler portare alle estreme conseguenze il ripudio di qualsiasi forma musicale precostituita. I temi e le melodie germinano in maniera spontanea e assoluta libertà, mentre l’unità dello stile e del discorso è data dal clima espressivo comune ai singoli brani e all’intera composizione nel suo insieme. 
In questa composizione, il cui titolo effettivamente richiama l’idea di "interruzioni del silenzio", si riassume, in appena un quarto d’ora di musica, l’intera gamma del linguaggio di Malipiero in quel periodo, peraltro senza cadere in eccessi di improvvisazione rinvenibili in altre coeve composizioni dell’autore. Nelle Pause del silenzio è soprattutto evidente come alcuni degli aspetti più violenti della crisi spirituale manifestatasi agli inizi del XX secolo turbinassero nella mente di Malipiero, ostacolandolo nel ritorno alla serenità presente nelle sue opere anteriori alla prima guerra mondiale. 
Massimo Mila pone in evidenza la particolare struttura del discorso musicale dell’autore, concepito come "un perenne pullulare di idee melodiche, di natura squisitamente vocale", spoglie di qualsiasi carico armonico e strumentale ma altresì, all’occorrenza, combinate polifonicamente con ampia libertà da vincoli tonali e un frequente ricorso ad antichi modi. Si può affermare che Malipiero abbia saputo dare prova di una freschezza creativa e di un inflessibile impegno teso verso la modernità, ben superiore a quello dei compositori suoi contemporanei. 
La prima parte (Lento, ma non troppo), è preceduta dalla squillante introduzione in tempo Solenne ad opera dei quattro corni in Fa, costituente l’unico legame tematico dell’opera e che precede ciascuna delle parti. La musica richiama l’immagine di un brumoso paesaggio pastorale veneto, con un lontano scampanio di sottofondo; si percepisce la ricerca di Malipiero verso un mondo pervaso di colori luminosi e placidi, nonché di indescrivibile serenità. Ben diversa atmosfera si rinviene nella seconda parte Agitato assai, che l’autore definisce una via di mezzo "fra lo scherzo e la danza"; essa è dominata dagli energici ritmi scanditi vigorosamente dalle percussioni e dalle stentoree entrate degli ottoni. La terza parte Non troppo lento è indicata come "una serenata"; essa è annunciata da un dolente motivo ostinato dell'orchestra, al quale segue l’ingresso del corno inglese che si alterna con l'oboe, il clarinetto, il flauto ed il fagotto. È poi la volta degli archi e delle altre sezioni orchestrali che ripropongono l’atmosfera di solenne e fosca tristezza, fino alla conclusione in progressivo diminuendo. Senza interruzione, si ha il ritorno dell’introduzione che conduce alla quarta parte Vivace assai, che Malipiero descrive come "una ridda tumultuosa", nella quale prevale, dal principio alla fine, uno scalpitante ritmo delle varie sezioni orchestrali, richiamante una sfrenata danza orgiastica dai vividi colori sonori. La quinta parte Lento funebre, indicata come "un'elegia funebre", ripresenta per contro l’atmosfera mesta udita nella serenata; Marta Marullo osserva come in questo quinto pannello musicale si manifesti l’ossessione della morte, con le lente progressioni parallele da organum che paiono "oppresse da un’evidente desolazione". La sesta parte Allegro assai, che Malipiero definisce "una fanfara", ripropone "l’impeto piuttosto nervoso" già udito nella seconda e quarta parte, che ricorda taluni episodi di "baldoria campestre", la terza delle Impressioni dal vero seconda serie. Nella settima e ultima parte in tempo Allegro vivace e marcato, indicata dall’autore "un fuoco di ritmi violenti", si conferma appieno l’origine tumultuosa delle Pause del silenzio, nelle quali Malipiero accantona qualsiasi forma di sviluppo tematico o di altri artifici musicali, in favore di un libero scorrere della propria invenzione musicale.

## Stile
Dice il compositore di questo suo brano: 
(Gian Francesco Malipiero)
La partitura è una delle più tipiche e ispirate di Malipiero, dove vengono definiti il suo stile la sua personalità artistica, legata alla tradizione italiana e al contempo coraggiosamente proiettata verso la modernità. Le sette espressioni coincidono con sette differenti atmosfere: morbidezza (Solenne - Lento ma non troppo), rudezza (Agitato assai), melanconìa (Non troppo lento), gaiezza (Vivace assai), mistero (Lento, funebre), guerra (Allegro assai) e selvatichezza (Allegro vivace e marcato).
Nel 1926 venne terminata la composizione di una seconda serie, formata da cinque movimenti; inizialmente pubblicata come L'Esilio dell'Eroe (titolo, questo, ispirato da Gabriele D'Annunzio), venne poi designata col titolo attuale. Nel 1927 ci fu la prima esecuzione nella Symphony Hall dell'American Academy of Music di Filadelfia diretta da Leopold Stokowski.

## Discografia parziale
- Nuremberg Symphony Orchestra, Hanspeter Gmür (Fratelli Fabbri Editori, IGM 1067)
- Orchestra Sinfonica di Roma, Francesco La Vecchia (Naxos)